# کیسان ابوعمره
ابوعمره کیسان (؟ -۶۸۶م)، مشاور نظامی مختار ثقفی و انقلابی کوفی ایرانی‌تبار در دورهٔ جنگ داخلی دوم مسلمانان بود.
او یکی از نزدیک‌ترین یاران مختار بود که توسط وی به فرماندهی لشکر منصوب شد.
لقب کیسان، «تمّار» و یا خرما فروش بود. همچنین او با کنیه‌ی «ابو عمره» نیز شناخته می‌شد. از کیسان به عنوان لقب خود مختار هم در منابع یاد شده است.
برخی معتقدند نام وی برگرفته از نام غلام علی بن ابی طالب بود. البته برخی نیز کیسان را نام دیگر خود مختار ثقفی می‌دانند که علی بن ابی طالب وی را به این نام نامید. و فرقه‌ی کیسانیه را منسوب به وی می‌دانند.
فرقه منقرض شده شیعی کیسانیه، به احتمال زیاد به نام کیسان نامگذاری شده است، اگرچه نظرات دیگری نیز در مورد منشأ این اصطلاح وجود دارد.

## سرگذشت
کیسان با کنیه ابوعَمْرَه از جمله یاران مختار ثقفی بود که از شیعه طرفداری می‌کرد و از عثمان بد می‌گفت.
درباره نسب، محل و سال تولد و دوران زندگی وی قبل از قیام مختار اطلاع چندانی در دسترس نیست؛ جز اینکه در برخی منابع آمده که وی از موالی (بردگان آزادشده) بنو عُرَینه، از طوایف قبیلۀ عرب بَجیله، بود. همچنین بیان شده که از یاران بسیار نزدیک مختار بود و نظراتش بر روی نظر مختار تأثیر داشت.
در جنگی که بین سپاه مختار، به فرماندهی کیسان ابوعمره، و لشکریان عبدالله بن زبیر، به فرماندهی مصعب بن زبیر، در جایی به نام حمّام اَعْین رخ داد، لشکریان مختار شکست خوردند، و به احتمال قوی کیسان در این جنگ کشته شد.

## هویت
| خبر                                                     | نظر دانشنامهٔ جهان اسلام |
| ------------------------------------------------------- | --- |
| کیسان، غلام علی بن ابی‌طالب بود که در نبرد صفین کشته شد. | این کیسان، فردی غیر از کیسان ابوعمره بوده‌است.                                                                                                  |
| «کیسان» اسم یا لقب مختار ثقفی بوده‌است.                  | چون کیسان ابوعمره شهرت زیادی نداشته‌است، پیروان فرقهٔ کیسانیه تصور کردند «کیسان» لقب مختار ثقفی است؛ اما این گزاره از لحاظ تاریخی اثبات نشده‌است. |
| کیسان شخصی غیر از مختار ثقفی بوده‌است.                   | این قول صحیح به نظر می‌رسد. |

زیبا شمسی، مورخ، در دانشنامهٔ جهان اسلام سه قول مختلف راجع به کیسان را ذکر کرده، و از میان آنها بهترین تبیین را استنتاج کرده‌است.
کیسان پس از فتح امپراتوری ساسانی توسط اعراب جزء موالی شد و به اسلام گروید. او از وابستگان طایفهٔ «عُرَینة» از قبیلهٔ بجیلة بود.

## کارنامه
طولی نکشید که کیسان به اندیشه‌های شیعی گرایش پیدا کرد. نهایتاً او در قیام مختار ثقفی (۶۹۵ الی ۶۹۷ م./۶۵الی۶۷ ه‍.ق) فرماندهی لشکریان موالی مختار را برعهده گرفت و بعد فرمانده محافظان شخصی او نیز شد. علت انتخاب کیسان برای این منصب یکی از این دو دلیل می‌تواند باشد: اول به دلیل اطمینانی که مختار به وی داشت، دوم نفوذ بالای کیسان در میان موالی کوفه. کیسان از وفاداران انگشت‌شمار مختار بود و تحت حمایت ابراهیم بن مالک‌اشتر نیز قرار داشت.

## در فرهنگ، ادب و رسانه
ابوعَمره در مجموعه تلویزیونی مختارنامه به اشتباه «ابوعُمره» نامیده می‌شود. حتی نام «کیسان» نیز به دلیل راحتی تلفظ برای ایرانیان و ملموس بودن به «کیان» (یا کیان ایرانی) از «کیسان» تغییر پیدا کرده‌است. کیسان یکی از نزدیکان مختار و از مقامات بلندپایه حکومتی او بود که ریاست انتظامات کوفه و فرماندهی شرطه‌های کوفه به او سپرده شد. «کیسان» بسیار به مختار وفادار بود و تا پایان کار نیز با وی همراهی می‌کرده‌است؛ نقش او را در مجموعه مختارنامه رضا رویگری بازی کرده‌است.